# Сахар и перец
Сахар и перец (англ. Sugar & Spice) — американская молодёжная комедия 2001 года, снятая режиссёром Фрэнсин МакДугалл.

## Сюжет
Дайан Уэстон — самая популярная девочка в школе и капитан группы поддержки в школе Линкольн. Но её славные деньки заканчиваются, когда выясняется, что она беременна от капитана футбольной команды Джека Бартлетта. Тогда её верные подруги Канзас, Клео, Люси, Ханна и Ферн придумают план идеального ограбления, чтобы обеспечить молодую семью и их будущего малыша — ведь родители отказались помогать паре после того, как объявили о своей грядущей свадьбе. Всё было идеально до тех пор, пока главная завистница Дайан Лиза не начинает подозревать их в ограблении — теперь будущее команды поддержки зависит от показаний Лизы.

## В ролях
- Марли Шелтон — Дайан Уэстон
- Марла Соколофф — Лиза Януш
- Рейчел Бланчард — Ханна Уолд
- Мелисса Джордж — Клео Миллер
- Мина Сувари — Канзас Хилл
- Александра Холден — Ферн Роджерс
- Сара Марш — Люси Уитман
- Джеймс Марсден — Джек Бартлетт
- Курт Лодер — Играет самого себя
- Джерри Спрингер — Играет самого себя

## Интересные факты
- Съёмки картины проходили в штате Миннесота.

## Кассовые сборы
Фильм стал хитом американского проката, в премьерный уик-енд заработав $5,891,176 и заняв пятую строчку в топе показателей сборов.

## Саундтрек
- «Girls» — Lefty
- «Rock & Roll, Part 2» — Gary Glitter
- «Blitzkrieg Bop» — The Nutley Brass
- «Glockenpop» — Spiderbait
- «Everything Nice» — Marty & Elaine with John Andrews
- «Critical Nature» — The Dragonflies
- «Ready To Go» — Republica
- «Girl Power» — Shampoo
- «Bohemian Like You» — The Dandy Warhols
- «Watch Her Now» — Mark Mothersbaugh
- «She’s So Huge» — The Flys
- «Feliz Navidad» — El Vez
- «Mary Xmess» — Stacey Kelsey
- «Shazam» — Spiderbait
- «Cannonball» — The Breeders
- «News Flash» — Shampoo
- «B’cos We Rock» — Brassy
- «Pistolero» — Juno Reactor
- «American Girl» — Cindy Alexander
- «Let’s Rob a Bank» — Size 14